# Telemaco Ferrini
Telemaco Ferrini (Arcidosso, 18 ottobre 1841 – 4 settembre 1885) è stato un politico italiano.

## Biografia
Nato ad Arcidosso sul Monte Amiata nel 1841, era figlio di Isidoro Ferrini (1809–1873), noto giurista che era stato sindaco di Arcidosso e deputato all'Assemblea toscana del 1859. Combatté al fianco di Giuseppe Garibaldi nel 1866, dopodiché compì gli studi universitari a Siena e dopo la laurea in giurisprudenza esercitò la professione di avvocato. Fu anche giornalista pubblicista.
Il 28 aprile 1878 si presentò alle elezioni alla Camera dei deputati per la XIII legislatura per il collegio di Grosseto, in seguito alla morte del deputato Lorenzo Nelli. Risultò eletto in Parlamento anche per le due legislature successive e ricoprì anche il ruolo di segretario della presidenza della Camera. Il 27 novembre 1884 Ferrini rassegnò le dimissioni, venendo sostituito dal contrammiraglio Carlo Alberto Racchia.
Morì il 4 settembre 1885 in seguito ad un'improvvisa paralisi cerebrale.